# 放射能兵器
放射能兵器（ほうしゃのうへいき、英: Radiological weapon）とは、放射性物質 (Radioactive materials) を散布、放射能汚染を引き起こし、それに伴う放射線被曝によって機材の使用阻害や人員の殺傷を図る兵器。CBRN兵器のうち'R'兵器であり、放射能兵器自体は1948年の国連軍縮委員会をはじめとして大量破壊兵器に分類されている。これらのうち、汚い爆弾 (dirty bomb) や放射性物質散布装置 (Radiological Dispersion Device, RDD) 等、核爆発を伴わないタイプについては、典型的な大量破壊兵器には当てはまらないとする考えもある。特殊な事例としては、ロシアが放射性物質ポロニウム210を用いて、アレクサンドル・リトビネンコを暗殺した例がある。

## 概要
放射能兵器は、放射線を用いた兵器であり、通常の核兵器の使用においても、核爆発の生じる効果により、初期放射線や放射性降下物が発生し、放射線による殺傷能力を有する部分がある。ただし、核兵器では、放射線のほか、熱線・爆風によっても多大な影響が生じる点が異なる。なお、核兵器の中でも、残留放射能を高め、使用後の土地・建物利用を困難にするコバルト爆弾が構想されていたことがあり、これも放射能兵器に分類されることがある。今のところ、放射能兵器は、実際に使用されたことが無く、その存在も想定上のものに留まっている。
放射能兵器としては、汚い爆弾 (dirty bomb) や放射性物質散布装置 (Radiological Dispersion Device, RDD) と呼ばれる放射性物質を通常の爆薬による爆発でもって広範囲に拡散させたり、非爆発的手法でもって散布させたりする兵器・装置が良くあげられる。核テロリズムによる汚い爆弾や放射性物質散布装置の使用が懸念されている。
1980年代から1990年代にかけては、ジュネーブ軍縮会議において討議の対象となっていた。米ソ両国を中心に核爆発を伴わない放射性物質を利用する兵器を、核兵器とは別の放射能兵器として区別し、それを制限することが俎上に載ったが、核兵器の合法性との絡みもあり、合意には至らなかった。
|                  | 典型的な核兵器                         | 放射能兵器     |
| ---------------- | -------------------------------------- | -------------- |
| 放射線の影響     | あり                                   | あり           |
| 放射線発生源     | 核爆発による初期放射線及び放射性降下物 | 放射性物質     |
| 熱線・爆風の影響 | 大                                     | 小 または なし |

## 歴史
アメリカでは原子爆弾開発時に、放射性物質の兵器としての可能性に気付き、放射能汚染による都市攻撃兵器としての検討を行っていた。ただし、1954年頃までに核兵器開発に重点が置かれ、放射能兵器開発は中止されている。また、朝鮮戦争中にダグラス・マッカーサーは、中朝国境地帯に放射性コバルトを散布し、無人地帯を形成することを検討していた。

## 効果など
核兵器に用いられる放射性物質は、ウラン235やプルトニウム239が主であるが、放射能兵器にはストロンチウム90やセシウム137も利用される可能性があるとされている。
放射性物質を起源とする放射線による殺傷効果は、疑わしい面があり、心理的な恐怖感による影響が大きいと考えられている。放射線によって汚染された地域が利用不能となるうえ、その地域の除染には多大な費用が掛かり、パニックの誘発が懸念されるが、WHOによる想定される一般的な「汚い爆弾」に対する評価では、爆弾の爆発それ自身の方が重大な危険であり、専門技術者が放射性物質を適切に扱えるのを見ても分かるように、放射線による健康障害のリスクは低く見積もられる。
放射線兵器としての放射性物質の散布や接触の形式としては、1-単純な放射性物質の暴露、2-放射性物質の散布、3-エアロゾルとしての散布、4-放射性物質の摂取、5-放射性物質の浸潤の大きく5種類が挙げられている。

## その他
砲弾の一種である劣化ウラン弾には、密度が高く重量が極めて重いという弾体に向いた特性ならびに材料コストが極めて安いという理由から、低レベル放射性廃棄物である劣化ウランが用いられている。劣化ウラン弾の使用を巡っては、その放射線や毒性から、健康被害が指摘されている。こうした健康被害を根拠として、日本では劣化ウラン弾を放射能兵器と呼んでいる事例が存在する。